# Paróquia de Iberville
A Paróquia de Iberville é uma das 64 paróquias do estado americano da Luisiana. A sede da paróquia é Plaquemine, e sua maior cidade é Plaquemine. A paróquia possui uma área de 1 691 km² (dos quais 89 km² estão cobertas por água), uma população de 33 320 habitantes, e uma densidade populacional de 21 hab/km² (segundo o censo nacional de 2000). 